# 雅克·埃吕尔
雅克·埃吕尔（法語：Jacques Ellul，/ɛˈluːl/，法語：[ɛlyl]，1912年1月6日—1994年5月19日）是法国著名的哲学家，社会学家和教授。作为一个多产的作家，埃吕尔著有60多本书并发表过超过600篇文章，其中着重讨论了宣传，科技对于社会的影响，以及宗教和政治的相互影响。